# Алоїз Весели
Алоїз Весели (нім. Alois Veselý; 15 серпня 1885, Босковштайн — 29 липня 1945, Вайдгофен-ан-дер-Тайя) — австро-угорський, австрійський і німецький офіцер, дипломований інженер, генерал-майор (22 червня 1936).

## Біографія
Учасник Першої світової війни, з 1916 року — офіцер Артилерійського штабу. Після завершення війни продовжив службу в австрійській армії. З 26 квітня 1929 року — офіцер військово-технічного штабу Федерального міністерства оборони. 14 березня 1938 року був присутній під час візиту Адольфа Гітлера у Відень. Після аншлюсу 15 березня 1938 року автоматично перейшов у вермахт. За непідтвердженими даними, 31 травня 1938 року вийшов у відставку.

## Сім'я
Одружився з графинею Марією фон Зайдель. В шлюбі народився син, майбутній режисер Герберт Весели.

## Нагороди
- Ювілейний хрест
- Бронзова медаль «За військові заслуги» (Австро-Угорщина) з мечами
- Хрест «За військові заслуги» (Австро-Угорщина) 3-го класу з військовою відзнакою і мечами
- Військовий Хрест Карла
- Пам'ятна військова медаль (Австрія) з мечами
- Орден Заслуг (Австрія), лицарський хрест 1-го класу
- Хрест «За вислугу років» (Австрія) 2-го класу для офіцерів (25 років)
- Почесний хрест ветерана війни з мечами